# Kerk van Laren
De Kerk van Laren, ook wel de Hervormde kerk, is een protestantse kerk in de Nederlandse plaats Laren, provincie Gelderland. De kerk is in de jaren 1834-1835 gebouwd naar ontwerp van de architect B. van Zalingen. Daarvoor kerkten de protestanten uit Laren in de nabijgelegen kapel uit 1684, die dermate was vervallen dat over werd gegaan tot nieuwbouw. Voor de bouw van een waterstaatskerk werden door de rijksoverheid gelden beschikbaar gesteld, na een verzoek aan Willem I der Nederlanden voor een financiële bijdrage. De kerk werd in neoclassicistische stijl gebouwd, waarbij de banken rondom de preekstoel zijn geplaatst.
Doordat Duitse soldaten aan het einde van de Tweede Wereldoorlog de naastgelegen pastorie opbliezen, raakte de kerk zwaar beschadigd. Na de oorlog werd de kerk hersteld, waarbij een groot aantal elementen werd aangepast. De gietijzeren ramen werden vervangen door houten boogramen en de kerk werd ingericht als zaalkerk. Aan de voorzijde bleef de neoclassicistische stijl behouden met decoratieve zuilen, een duidelijke architraaf, geison, fronton en cimaas. De kerk heeft een houten klokkentoren.
De kerk is in 1966 aangewezen als rijksmonument.

## Galerij

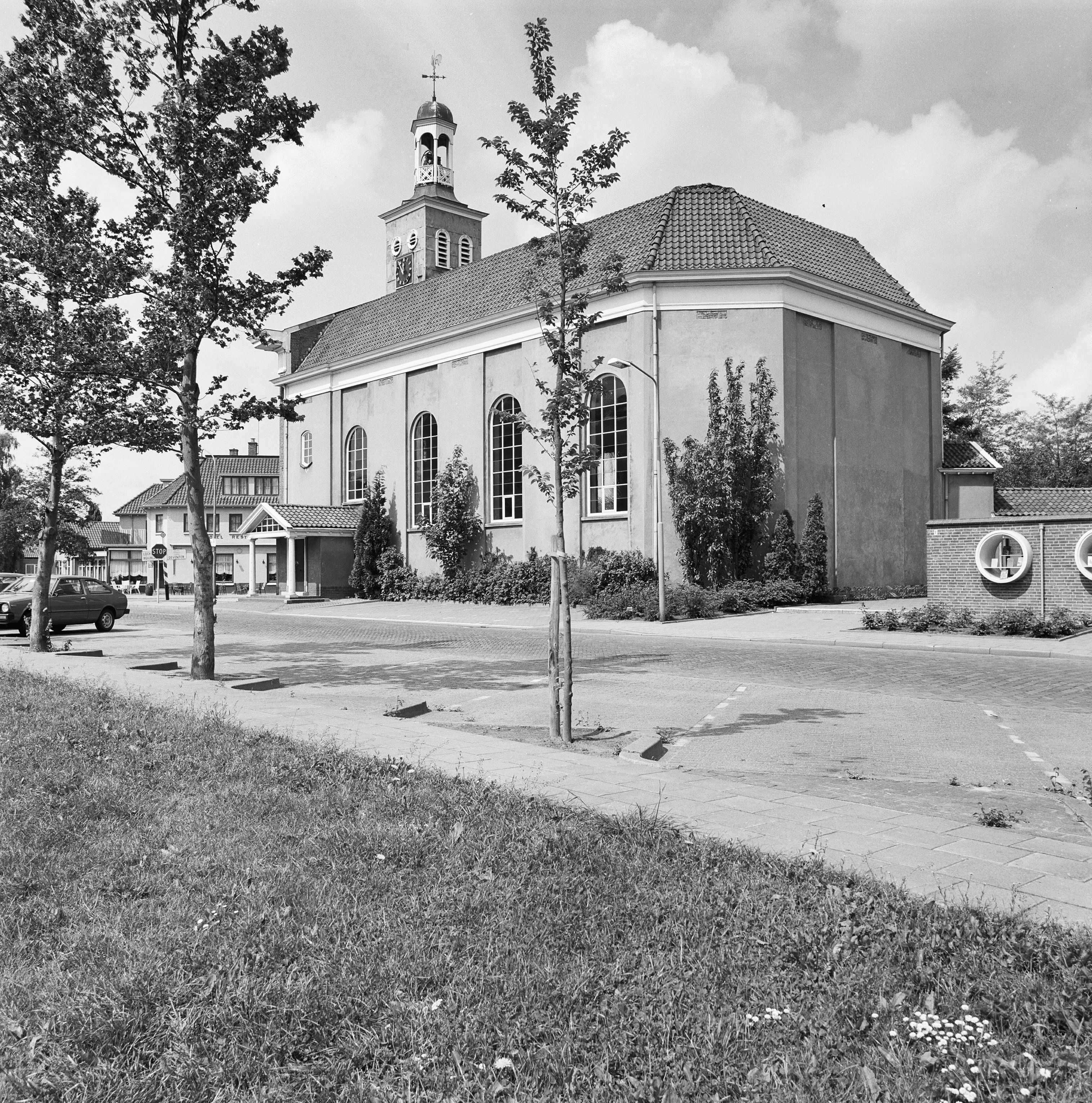
Zijaanzicht in 1981
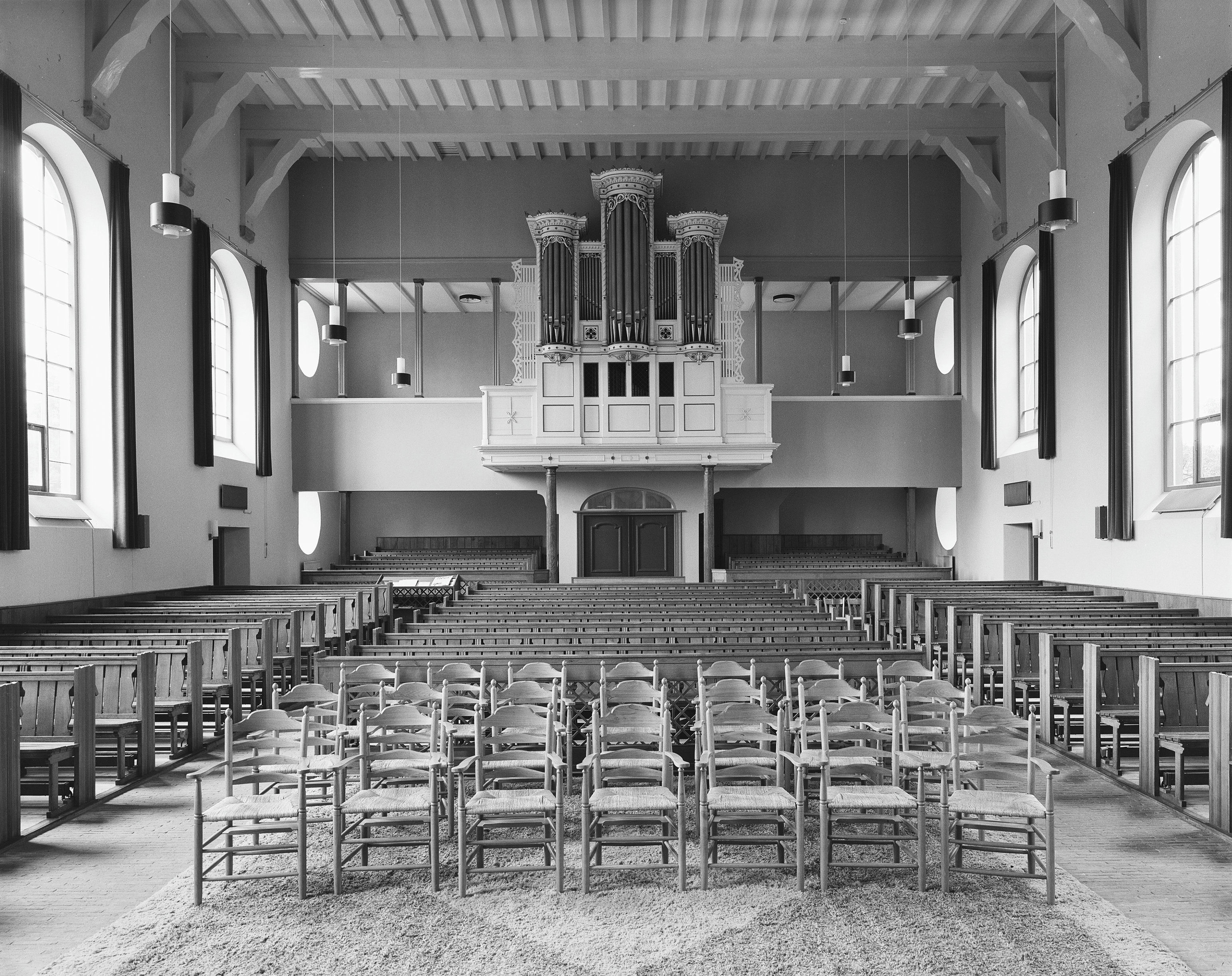
Interieur met orgel (1981)
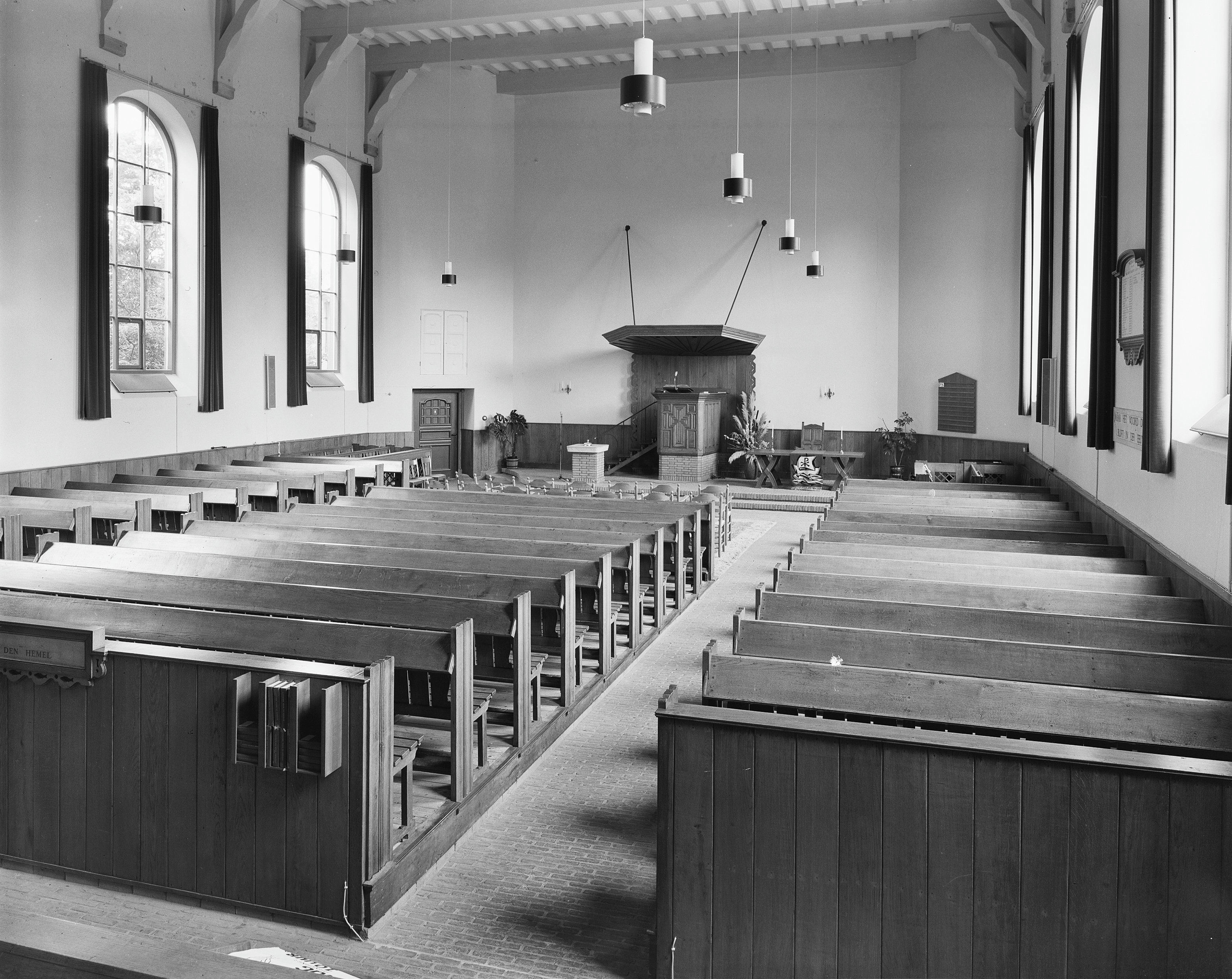
Interieur met preekstoel (1981)